# ماورو دي ماورو
ماورو دي ماورو (بالإيطالية: Mauro De Mauro)‏ هو صحفي إيطالي، ولد في 6 سبتمبر 1921 في فودجا في إيطاليا، وتوفي في 16 سبتمبر 1970 في باليرمو في إيطاليا.